# دی‌لیتیم
دی‌لیتیم (به انگلیسی: Dilithium) یک ترکیب شیمیایی با شناسه پاب‌کم ۱۳۹۷۵۹ است. 